# Opozycja (językoznawstwo)
Opozycja w językoznawstwie dotyczy zestawienia przeciwstawnych sobie elementów języka. Może dotyczyć różnych obszarów funkcjonalnych – np. w fonetyce bezdźwięczności i dźwięczności (tom – dom), w którym to przypadku zastąpienie jednego elementu elementem opozycyjnym idzie w parze ze zmianą znaczenia.
Wyróżnia się następujące rodzaje opozycji:
- prywatywna
- równorzędna
- ekwipolentna
- stopniowa (gradualna)
- proporcjonalna
- izolowana